# Peter Yarrow
Peter Yarrow, född 31 maj 1938 på Manhattan i New York, död 7 januari 2025 i New York, var en amerikansk sångare, gitarrist och låtskrivare. Han är mest känd som medlem av folktrion Peter, Paul and Mary, som hade sin storhetstid på 1960-talet, men gav under 1970-talet även ut flera album som soloartist. Han engagerade sig också politiskt, bland annat i antikrigsrörelsen under Vietnamkriget.

## Diskografi
Med Peter, Paul and Mary
Se diskografi Peter, Paul and Mary
Soloalbum
- 1972 – Peter
- 1973 – That's Enough for Me
- 1975 – Hard Times
- 1975 – Love Songs
- 2010 – Peter Yarrow Sing-Along Special (Barnes & Noble Exclusive)

Med Peter, Bethany and Rufus
- 2008 – Puff & Other Family Classics